# فرانكو ستيلا
فرانكو ستيلا (بالإيطالية: Franco Stella)‏ هو مهندس معماري إيطالي، ولد في 24 أبريل 1943 في ثيين في إيطاليا.

## وصلات خارجية
- فرانكو ستيلا على موقع مونزينجر (الألمانية)